# Tudor Ionescu
Tudor Ionescu (n. 25 ianuarie 1978, România) este un deputat român, ales în 2024 din partea SOS.
Tudor Ionescu este de profesie avocat și a fost fondatorul și liderul organizației neolegionare Noua Dreaptă. El s-a remarcat ca activist de extrema dreaptă, fundamentalist creștin-ortodox, anti-vaccin, anti-LGBT, antimaghiar, anti-rromi, anti-Islam și antisemit.